# Modèle de Debye
En physique statistique et en physique du solide, le modèle de Debye est une explication, développée par Peter Debye en 1912, du comportement de la capacité thermique des solides en fonction de la température. Il consiste à étudier les vibrations du réseau d'atomes formant le solide, autrement dit, les phonons.
Ce modèle permet d'expliquer précisément les relevés expérimentaux, alors que le modèle d'Einstein, fondé sur la notion d'oscillateur harmonique quantique, présentait une légère différence. Le modèle de Debye rejoint également la loi de Dulong et Petit à haute température.

## Obtention
Le modèle de Debye est analogue à l'obtention de la loi de Planck sur le rayonnement du corps noir. Le second traite un ensemble de photons, alors que le premier traite un ensemble de phonons.
On suppose, pour simplifier, que le solide a une forme cubique de côté L. Pour un certain cristal cubique, chaque mode aura au minimum un atome par ventre, ce qui limite le nombre de modes disponibles en fonction du nombre d'atomes dans chacune des dimensions du réseau cristallin (ceci empêche l'équivalent d'une « catastrophe ultraviolette » que l'on obtiendrait si l'on effectuait une somme sur un nombre infini de modes). Les phonons susceptibles d'exister doivent, à la manière de la vibration d'une corde de guitare, ne pas vibrer aux extrémités (voir figure ci-contre). On en déduit alors que les longueurs d'onde possibles sont données par :
{\displaystyle \lambda _{n}={2L \over n}}
où n est un entier naturel non nul.
Or l'énergie d'un phonon est donnée par :
{\displaystyle E_{n}=\hbar \omega ={hc_{s} \over \lambda _{n}}={hc_{s} \over 2L}n} avec {\displaystyle \omega =c_{s}|{\vec {k}}|}
où {\displaystyle h\,} est la constante de Planck et {\displaystyle \hbar } est la constante de Planck réduite, {\displaystyle {\vec {k}}} le vecteur d'onde du phonon, et {\displaystyle c_{s}} sa vitesse.
Cela correspond, en trois dimensions, à l'expression :
{\displaystyle E^{2}=\hbar ^{2}(c_{s}|{\vec {k}}|)^{2}=\left({hc_{s} \over 2L}\right)^{2}(n_{x}^{2}+n_{y}^{2}+n_{z}^{2})}.
Il est alors possible de faire la somme de ces énergies pour tous les phonons présents. Pour cela, il faut utiliser la statistique de Bose-Einstein, donnant la distribution des énergies dans l'ensemble des phonons, à la température T. On obtient finalement l'expression suivante de l'énergie totale U des phonons :
{\displaystyle U=9Nk_{B}T\left({T \over T_{D}}\right)^{3}\int _{0}^{T_{D}/T}{x^{3} \over e^{x}-1}\,dx}
où N est le nombre d'atomes dans le solide considéré, {\displaystyle k_{B}} est la constante de Boltzmann, et {\displaystyle T_{D}} est la température de Debye donnée par :
{\displaystyle T_{D}={hc_{s} \over 2Lk_{B}}{\sqrt[{3}]{6N \over \pi }}}.
La capacité thermique molaire est alors, par définition, la dérivée de U par rapport à T. On obtient :
| {\displaystyle C_{V}=9k_{B}\left({T \over T_{D}}\right)^{3}\int _{0}^{T_{D}/T}{x^{4}e^{x} \over \left(e^{x}-1\right)^{2}}\,dx} |

À titre indicatif, voici les températures de Debye pour certains éléments :
| Aluminium | 428 K   |  | Béryllium     | 1 440 K |  | Cadmium | 209 K |
| Césium    | 38 K    |  | Carbone       | 2 230 K |  | Chrome  | 630 K |
| Cuivre    | 343,5 K |  | Or            | 170 K   |  | Fer     | 470 K |
| Plomb     | 105 K   |  | Manganèse     | 410 K   |  | Nickel  | 450 K |
| Platine   | 240 K   |  | Silicium      | 645 K   |  | Argent  | 215 K |
| Tantale   | 240 K   |  | Étain (blanc) | 200 K   |  | Titane  | 420 K |
| Tungstène | 400 K   |  | Zinc          | 327 K   |  |         |       |

## Obtention de Debye
En réalité, Debye a obtenu cette formule d'une façon un peu différente, et plus simple. En utilisant la mécanique des milieux continus, il montra que le nombre d'états vibrationnels accessibles aux phonons en dessous d'une fréquence {\displaystyle \nu } est donné approximativement par :
{\displaystyle n\sim {1 \over 3}\nu ^{3}VF}
où V est le volume du solide et F est un facteur calculé à l'aide des coefficients d'élasticité (comme le module de Young).
En combinant cela à l'énergie d'un oscillateur harmonique (méthode déjà utilisée dans le modèle d'Einstein), on obtiendrait une énergie totale :
{\displaystyle U=\int _{0}^{\infty }\,{h\nu ^{3}VF \over e^{h\nu /k_{B}T}-1}\,d\nu }
Mais il ne peut pas y avoir plus d'états vibrationnels que les N atomes peuvent fournir, c'est-à-dire 3N (car il y a trois degrés de liberté de vibration par atome). Ainsi, l'intégrale de la formule précédente doit être calculée jusqu'à une fréquence maximale {\displaystyle \nu _{max}} telle que le nombre d'états total soit 3N. C'est-à-dire :
{\displaystyle 3N={1 \over 3}\nu _{max}^{3}VF}.
La formule donnant l'énergie est donc :
{\displaystyle U=\int _{0}^{\nu _{max}}\,{h\nu ^{3}VF \over e^{h\nu /k_{B}T}-1}\,d\nu =9Nk_{B}T\left({\frac {T}{T_{D}}}\right)^{3}\int _{0}^{T_{D}/T}\,{x^{3} \over e^{x}-1}\,dx}.
On retrouve bien l'expression obtenue plus haut, avec une température {\displaystyle T_{D}} d'expression différente. On peut vérifier aussi que les deux expressions de {\displaystyle T_{D}} sont cohérentes avec la mécanique des milieux continus.

## Résultats du modèle

### Limite des basses températures
Lorsque la température est faible devant {\displaystyle T_{D}}, l'expression de {\displaystyle C_{V}} se simplifie :
{\displaystyle C_{V}\sim 9Nk_{B}\left({T \over T_{D}}\right)^{3}\int _{0}^{\infty }{x^{4}e^{x} \over \left(e^{x}-1\right)^{2}}\,dx}.
Cette intégrale peut être calculée, ce qui donne :
| {\displaystyle C_{V}\sim {12\pi ^{4} \over 5}Nk_{B}\left({T \over T_{D}}\right)^{3}} |

Les relevés expérimentaux correspondent bien à ce comportement, bien qu'une analyse plus fine révèle une différence entre les métaux et les isolants. En effet, on trouve une loi du type :
{\displaystyle C_{V}=aT^{3}+bT}
Le terme linéaire provient de la contribution du gaz électronique, ce que le modèle de Debye ne prend pas en compte.

### Limite des hautes températures
Lorsque la température est grande devant {\displaystyle T_{D}}, l'expression de {\displaystyle C_{V}} se simplifie une fois encore :
{\displaystyle C_{V}\sim 9Nk_{B}\left({T \over T_{D}}\right)^{3}\int _{0}^{T_{D}/T}x^{2}\,dx}.
D'où :
| {\displaystyle C_{V}\sim 3Nk_{B}\;} |

On retrouve ainsi la loi de Dulong et Petit, qui est relativement bien vérifiée par l'expérience, sauf lorsque l'anharmonicité des vibrations fait remonter la valeur de {\displaystyle C_{V}}. De plus, il peut être intéressant d'ajouter la contribution des électrons à cette capacité thermique.

## Comparaison au modèle d'Einstein

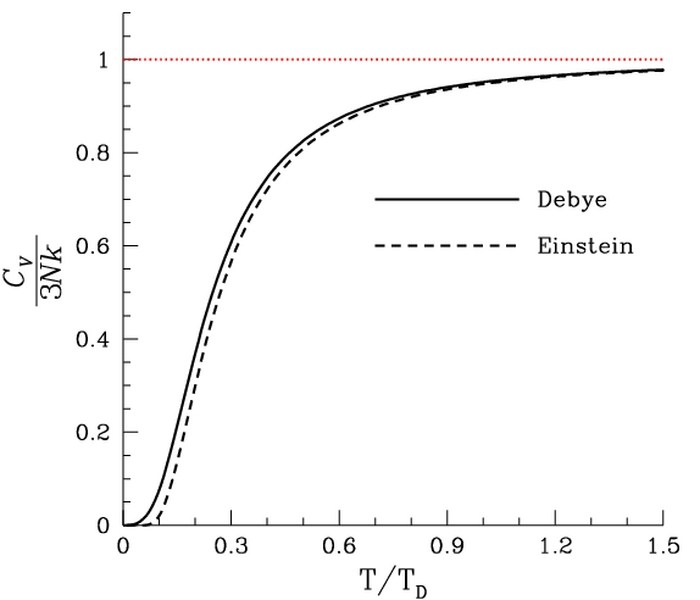
Comparaison des courbes de la capacité thermique par les modèles d'Einstein et de Debye.

Les modèles d'Einstein et de Debye donnent des résultats relativement proches, mais celui de Debye est valable aux basses températures alors que celui d'Einstein ne l'est pas.